# Iverak zlatopjeg
Iverak zlatopjeg (lat. Pleuronectes platessa) kod nas se još naziva i pašara, jezik zlatni, kalkan, platka, morska ploča,... Dosta je rijetka riba na našoj obali, a mnogo češći na obalama Baltika i sjeverne Europe. Ovalnog je oblika, spljošten bočno, prilagođen prebivanju na dnu. Tijelo mu je glatko, smeđe boje, s narančastim pjegama i koštanim izraslinama iza očiju. Iverak zlatopjeg kod nas naraste do 5 kg, a u Atlantiku i do 7, s duljinom do 100 cm. Životni vijek mu je vrlo dug, živi i do 50 godina. Živi na pješčanom i muljevitom dnu, na dubinama od 10-50 m, i to mlađi primjerci pliće, a stariji dublje, a zimi se povlači na veće dubine, i do 200 m. Voli bočatu vodu, pa ga se moćže naći na ušćima rijeka. Zlatopjeg se hrani glavonošcima, mnogočetinjašima, račićima i školjkašima. Vrlo je važna gospodarska vrsta baltičkih i sjevernoeuropskih zemalja gdje se naveliko lovi, ali i uzgaja. U posljednje vrijeme je zbog pretjeranog izlova pala njegova populacija, a u posljednje vrijeme se rijetko viđaju jedinke starije od 6 godina, što govori o njegovoj ugroženosti.

## Rasprostranjenost
Iverak zlatopjeg živi na području sjeveroistočnog Atlantika, od Grenlanda i Norveške, pa južno do Maroka. Prisutan je i u Baltičkom moru, te u zapadnom dijelu Mediterana, a potvrđeni su nalazi i u Bijelom moru.

## Vanjske poveznice
|  | Zajednički poslužitelj ima stranicu o temi Iverak zlatopjeg    |
|  | Zajednički poslužitelj ima još gradiva o temi Iverak zlatopjeg |
|  | Wikivrste imaju podatke o taksonu Iverak zlatopjeg             |